# Gustav Langenscheidt

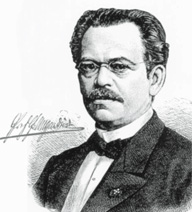
Gustav Langenscheidt

Gustav Langenscheidt, född 21 oktober 1832, död 11 november 1895, var en tysk språklärare och bokförläggare.
Langenscheidt grundade 1856 i Berlin förlaget Langenscheidt, som efter hans död övertogs av sonen Karl Langenscheidt. Från bokförlaget utgav han tillsammans med Charles Toussaint på grundval av den Hamilton-Jacototska metoden korrespondentkurserna Französische Unterrichtsbriefe zum Selbsstudium, vilka vann stor spridning. Liknande korrespondenskurser, särskilt för språkstudier kom länge att bli förlagets specialitet.